# سان تشزاريو دي لتشه
سان تشزاريو دي لتشه (بالإيطالية: San Cesario di Lecce)‏ هي بلدية في مقاطعة لتشه في إقليم بوليا الإيطالي.

## السكان
في سنة 1861 بلغ عدد السكان 4٬166 نسمة، وتطور العدد ليصل في سنة 2011 لـ 8٬297 نسمة.
يظهر هذا المخطط البياني تطور النمو السكاني لـ سان تشزاريو دي لتشه

## أعلام
- اليساندرو كاميسا
- غراتسيانو بيلي